# Villeneuve-Tolosane

Villeneuve-Tolosane este o comună în departamentul Haute-Garonne din sudul Franței. În 2009 avea o populație de 8.609 de locuitori.

## Evoluția populației
| An        | 1975  | 1982  | 1990  | 1999  | 2006  | 2009  |
| --------- | ----- | ----- | ----- | ----- | ----- | ----- |
| Populație | 5.159 | 6.438 | 7.559 | 8.252 | 8.257 | 8.609 |